# Atlas Games
Pour les articles homonymes, voir Atlas.
Atlas Games est un éditeur de jeux de rôle, de jeux de plateau et de jeux de cartes américain. Son fondateur et son président actuel est John Nephew (en).

## Historique
À l'époque où Atlas Games n'a pas eu les finances nécessaires pour publier le jeu de cartes à collectionner On the Edge (1994), il a conclu un partenariat avec Jerry Corrick et Bob Brynildson et créé une nouvelle entreprise dénommée Trident, Inc. pour publier le jeu. Finalement, Atlas Games a absorbé Trident ; Brynildson, Corrick et leur magasin — The Source Comics & Games — ont continué à épauler Atlas Games grâce à leur expérience et leur sens des affaires.
L'éditeur a publié un périodique, EdgeWork, durant quatre numéros.

## Publications

### Jeux de rôle
- Ars Magica (la 5e édition a remporté le Origins Award 2004 en tant que meilleur jeu de rôle[3])
- Feng Shui
- Furry Pirates, aventures d'animaux anthropomorphes fiers-à-bras à l'âge de la piraterie
- Northern Crown
- Magical Kitties Save the Day!
- Nyambe
- Over the Edge
- Pandemonium, aventures dans le monde de la presse à sensation
- Penumbra
- Planagea, univers de Fantasy préhistorique pour la 5E
- Rune
- Unknown Armies
- Des aventures de la ligne Coriolis (+OGL)
- Des aventures officielles pour Cyberpunk 2020

### Jeux de plateau
- Breakdancing Meeples
- Cursed Court
- Cults Across America
- Godsforge
- Grand Tribunal, le jeu de plateau dans l'univers d'Ars Magica
- Hounded
- Never Bring a Knife
- Pieces of Eight (lauréat du Origins Vanguard Award[4])
- Recess!
- Seismic (de Ted Alspach)
- The White Box
- Witches of the Revolution

### Jeux de cartes
- Beer Money
- Cogs and Commisars
- Clades, les jeux de cartes sur l'évolution
- Corruption
- Cthulhu 500 (Origins Award 2004 en tant que meilleur jeu de cartes traditionnel[3])
- Dork 20
- Dungeoneer, les jeux de cartes
- Fast and Fhtagn
- Gloom (Origins Award 2005 en tant que jeu de cartes traditionnel de l'année[5])
- Letter Head
- Let’s Kill
- Let's Kill: A Pretty Corpse
- Let's Kill: Crime Scene Instigation
- Lost in R’lyeh
- Lunch Money (Origins Award 1996 du meilleur jeu de cartes, à égalité[6])
- Lunch Money : Sticks and Stones
- Mad Scientists University
- Murder of Crows
- Never Bring a Knife, 2020
- On the Edge, le jeu de cartes à collectionner
- Once Upon a Time, le jeu de cartes et ses nombreuses extensions
- Ren Faire
- Spammers
- Three Cheers for Master
- Weird Little Elf, 2022
- Yukon Salon, 2021

### Livres
- 40 Years of Gen Con, de Robin D. Laws
- The Antarctic Express, de Kenneth Hite, Illus. Christina Rodriguez
- Cliffourd, the Big Red God, de Kenneth Hite, Illus. Andy Hopp
- Cryptid Hunt, à. p.
- Good Night Azathoth, de Kenneth Hite, Illus. Christina Rodriguez
- A Guide To Dream Travel, à. p.
- Once Upon a Time the Writer's Handbook, de Kelly Olmstead, Illus. Omar Rayyan
- Pierced Heart, de Robin D. Laws
- Playing with Power, de Michelle Nephew
- The Rough and the Smooth, de Robin D. Laws
- Surviving On the Edge
- Unhappy Birthday at Castle Slogar, à. p.
- Where the Deep Ones Are, de Kenneth Hite, Illus. Andy Hopp